# IV. Rajmund Berengár provence-i gróf
IV. Rajmund Berengár (franciául: Raimond-Bérenger, okcitánul: Ramon-Berenguier, katalánul: Ramon-Berenguer; 1198 – 1245. augusztus 19.) a Barcelonai-ház tagja, Forcalquier és Provence grófja. Több mint száz év után ő volt az első provence-i gróf, aki a grófság területén élt.

## Családja
Rajmund Berengár II. Alfonz provence-i gróf és Garsenda forcalquier-i grófnő fia volt. Apja halála után, 1209-ben anyja a monzóni templomos várba küldte Aragóniába. Vele tartott unokatestvére, I. Jakab aragóniai király, akinek az élete szintén veszélyben volt. Monzónt 1217-ben hagyta el, hogy kikövetelje örökségét, amibe Forcalquier grófsága is beletartozott, amit édesanyjától örökölt.
1219. június 5-én feleségül vette Savoyai Beatrixot, Tamás savoyai gróf leányát. Ravasz és jó politikai érzékkel rendelkező asszony volt, akinek a szépségét Párizsi Máté második Niobéként írta le. Ezzel a házassággal a 21 éves Rajmund egy nagyhatalmú apóshoz jutott, aki segíthet neki érdekei elérésében és hatalma biztosításában. Négy lánya született, akik elérték a felnőttkort, mindannyian műveltek voltak és királyokhoz mentek feleségül.
1. Halva született fiúgyermek (1220);
2. Provence-i Margit (1221–1295), IX. Lajos francia király felesége;
3. Provence-i Eleonóra (1223–1291), III. Henrik angol király felesége;
4. Provence-i Sancha (1225–1261), Richárd német király felesége;
5. Provence-i Beatrix (1229–1267), I. Károly szicíliai király felesége.

## Uralma

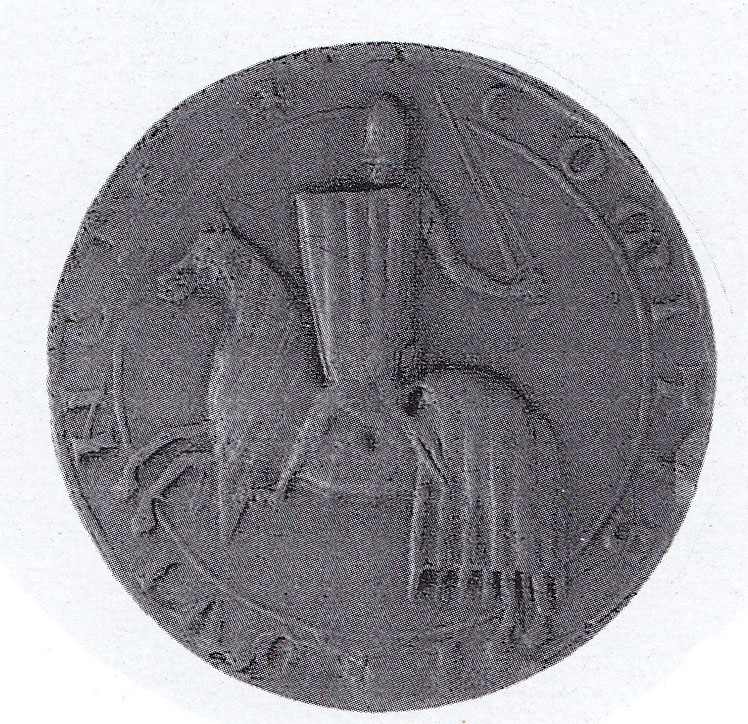
IV. Rajmund Berengár a saját pecsétjén

Rajmund Berengár és felesége a trubadúrok támogatásáról lettek ismertek, néhány mindig tartózkodott az udvarban. Nagylelkűségéről is ismert volt, amit jövedelmei nem mindig fedeztek. Törvényeket hozott, amelyek megtiltották a nemesek alantas munkavégzését, mint a földművelést vagy más fizikai munkákat.
Rajmund Berengár számos határvitába keveredett szomszédjaival, Toulouse grófjaival. 1226-ban Rajmund elkezdte az uralkodáshoz való jogának megerősítését Marseille-ben. A város polgárai kezdetben apósának, Tamás savoyai grófnak a segítségét kérték, aki akkoriban a Német-római Császárság birodalmi helytartója volt. Azonban később VII. Rajmund toulouse-i grófhoz fordultak.
1228-ban Rajmund Berengár támogatta apósát Torino városa és IV. Guigues vinneois-i dauphin ellen. Ez a kis háború egy volt a sok lépés közül, ami az Itáliából Franciaországba történő kereskedelem irányításának megerősítéséért történt.
Míg az albigensek elleni keresztes hadjárat neki kedvezett Toulouse ellen, Rajmund Berengár tartott attól, hogy a párizsi béke aláírásával bizonytalan helyzetbe kerülhet. A helyett, hogy a franciák ellen küldte volna őket, Rajmund a katonáival provence-i területek elfoglalását kísérelte meg. 
Mikor Kasztíliai Blanka 1233-ban lovagját elküldte Toulouse-ba és Provence-be, Rajmund Berengár pazarul szórakoztatta, és a lovag mind a gróf, mind a gróf legidősebb lánya, Margit által lenyűgözve hagyta el Rajmund Berengár udvarát. Hamarosan Blanka házasságot ajánlott fia, Lajos és Margit között, tízezer ezüstmárka hozomány fejében. A kifizetéséhez Rajmund Berengárnak adományokat kellett kérnie a szövetségeseitől, és számos várát zálogba kellett adnia. 1234-ben Rajmund Berengár és Beatrix Lyonba kísérték lányukat a házassági szerződés aláírásához, majd Margitot nagybátyjai, Savoyai Vilmos és Tamás flamand gróf kísérték el az esküvőjére, Sensbe.
Nem sokkal később, Vilmos tárgyalásba kezdett III. Henrik angol királlyal Rajmund Berengár nevében, lánya, Eleonóra megházasításáról. Henrik a saját lovagját kora 1235-ben küldte Provence-be, és Rajmund Berengár és családja ismét pazar vendéglátásban részesítették. Henrik Vilmosnak június 22-én írt az érdeklődéséről, és októberben képviseletet küldött a házasság megtárgyalása érdekében. Henrik húszezer ezüstmárka hozományt szeretett volna, hogy kompenzálja húga, Izabella harmincezer ezüstmárkás hozományát. Azonban a házassági szerződésnek hét különböző piszkozata létezett, mindegyik más hozományi összeggel, amelyek közül az egyik nulla ezüst hozományról szólt. Rajmund Berengár ravaszul azt a lehetőséget tárgyalta ki, cserébe meg azt ígérte, hogy lányára végrendeletében tízezer ezüstmárkát fog örökíteni.
1238-ban Rajmund Berengár csatlakozott sógorához, IV. Amadé savoyai grófhoz Torinóban, II. Frigyes császár udvarában. Frigyes csapatokat gyűjtött, hogy megerősítse az Itália fölötti hatalmát. Toulouse-i VII. Rajmundot szintén meghívta, és elvárta a két gróf együttműködését a háborúban.
1244 januárjában IV. Ince pápa kijelentette, hogy Rajmund Berengárt csak a pápa átkozhatja ki az egyházból, senki más. 1245-ben Rajmund Berengár képviseletet küldött, hogy részt vegyenek első lyoni zsinaton, ahol keresztes hadjáratokat és Frigyes kiátkozását beszélték meg.

## Halála és öröksége

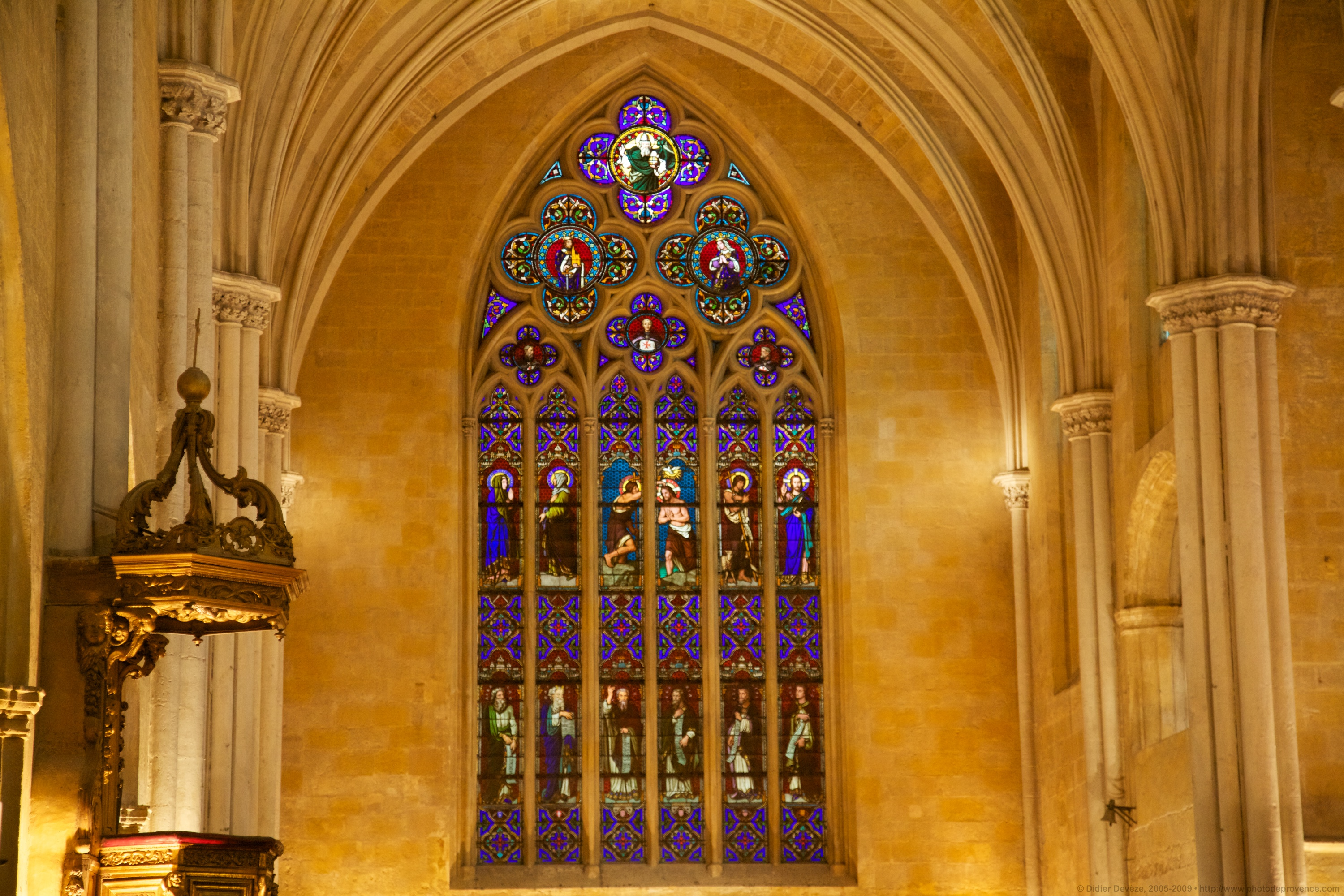
A Saint-Jean-de-Malte templom, IV. Rajmund Berengár nyughelye

Rajmund Berengár 1245-ben halt meg, Aix-en-Provence-ben. A grófságot legfiatalabb lányára, Beatrixra hagyta.
Legalább kettő, vitatott szerzőjű (az egyiket lehetséges, hogy Aimeric de Peguilhan trubadúr szerezte) planh (okcitán halotti siralom) íródott a tiszteletére.
Giovanni Villani Nuova Croncia című művében dicsérte Rajmund Berengár bölcsességét, becsületességét és erényeit.

## Fordítás
- Ez a szócikk részben vagy egészben  a   Ramon Berenguer IV, Count of Provence című angol Wikipédia-szócikk ezen változatának fordításán alapul.  Az eredeti cikk szerkesztőit annak laptörténete sorolja fel. Ez a jelzés csupán a megfogalmazás eredetét és a szerzői jogokat jelzi, nem szolgál a cikkben szereplő információk forrásmegjelöléseként.